# Antônio Manuel de Campos Melo
Antônio Manuel de Campos Melo (1809 — 1878) foi um político brasileiro.
Foi presidente das províncias de Alagoas, de 10 de novembro de 1845 a 12 de agosto de 1847, e do Maranhão, nomeado por carta imperial de 21 de dezembro de 1861, de 23 de janeiro de 1862 a 5 de junho de 1863.